# Bonneville Communal Cemetery
Bonneville Communal Cemetery is een begraafplaats gelegen in de Franse plaats Bonneville (Somme). De militaire graven worden onderhouden door de Commonwealth War Graves Commission.
De begraafplaats telt 2 geïdentificeerde Gemenebest graven uit de Eerste Wereldoorlog.